# Neomammillaria graessneriana
Neomammillaria graessneriana là một loài thực vật có hoa trong họ Cactaceae. Loài này được (Boed.) Britton & Rose mô tả khoa học đầu tiên năm 1923.